# انعدام الفك
انعدام الفك أو اللا فكية أو غيبة الفك أو غيبة الفكين (بالإنجليزية: Agnathia)‏ وتُسمى أيضًا الكَثَم أو بارز الفك السفلي (بالإنجليزية: Hypognathous)‏ هي حالة نادرة جدًا يَحصل فيها غِياب للفكين أو أحدهما بشكلٍ جزئي أو كامل.